# Pierrette Gene
 (mai 2021).
 (janvier 2023).
Pour les articles homonymes, voir Gene (homonymie).
Pierrette Gene est une femme politique de république démocratique du Congo, ministre de la Culture et des Arts entre avril 2003, et juillet 2004.